# Сент-Джеймсский парк (станция метро)
Сент-Джеймсский парк (англ. St. James's Park) — станция лондонского метро в административном округе Вестминстер. Названа по одному из королевских парков, находящемуся в непосредственной близости от станции.
На станции останавливаются поезда двух линий: «Дистрикт» и Кольцевой, которые движутся по одним и тем же путям. Расположена между станциями Виктория и Вестминстер. Относится к первой тарифной зоне.
Выходы из станции ведут на улицы Бродвей, Пэтти Франс и Палмер Стрит. Один из выходов ведёт в здание управления метрополитеном.
Вблизи станции находятся Хоум-офис и Нью-Скотланд-Ярд. Станция является ближайшей к Букингемскому дворцу.
Станция не рассчитана на инвалидов-колясочников.

## История станции
Станция была открыта 24 декабря 1868 года компанией «Метрополитэн Дистрикт Рейлвэй» (МДР) в составе первой очереди от Южного Кенсингтона до Вестминстера.
Станция использовалась компаниями МДР и «Метрополитэн Рейлвэй» (МР) в рамках их совместной эксплуатации так называемого «внутреннего кольца» (с 1949 года — Кольцевая линия). С 1872 года станция стала также частью «среднего» и «внешнего» колец — эти маршруты функционировали до 1900 и 1908 года соответственно.
Станция дважды подвергалась реконструкции. После второй реконструкции (1927—1929) стала частью нового здания управления метрополитеном, которое является охраняемым памятником истории и архитектуры первой категории.

## Пассажиропоток
По официальным данным суммарный пассажиропоток по станции в 2017 году составил 14 290 000 человек

## Иллюстрации

Станция «Сент-Джеймсский парк»
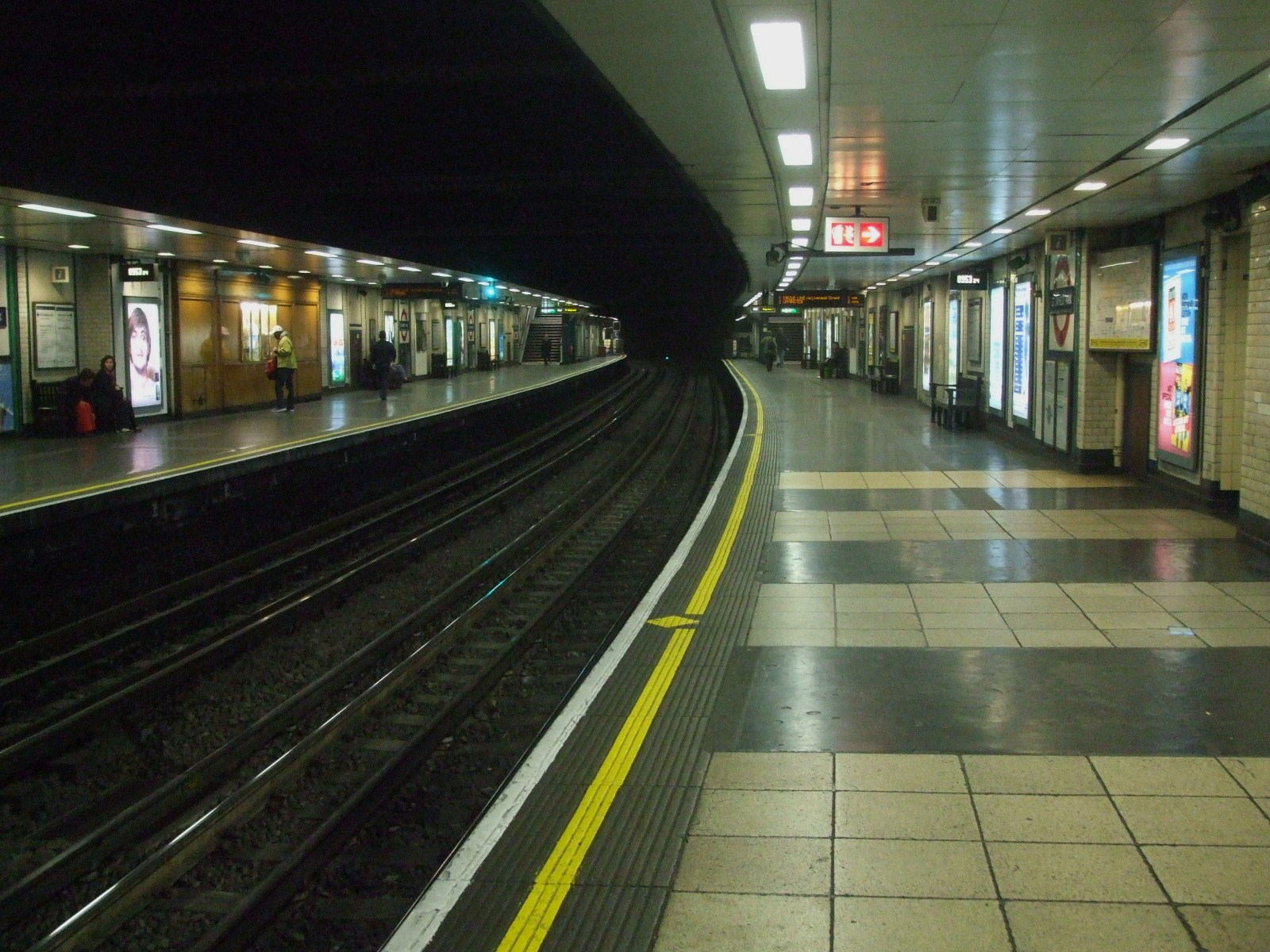
Платформа западного направления
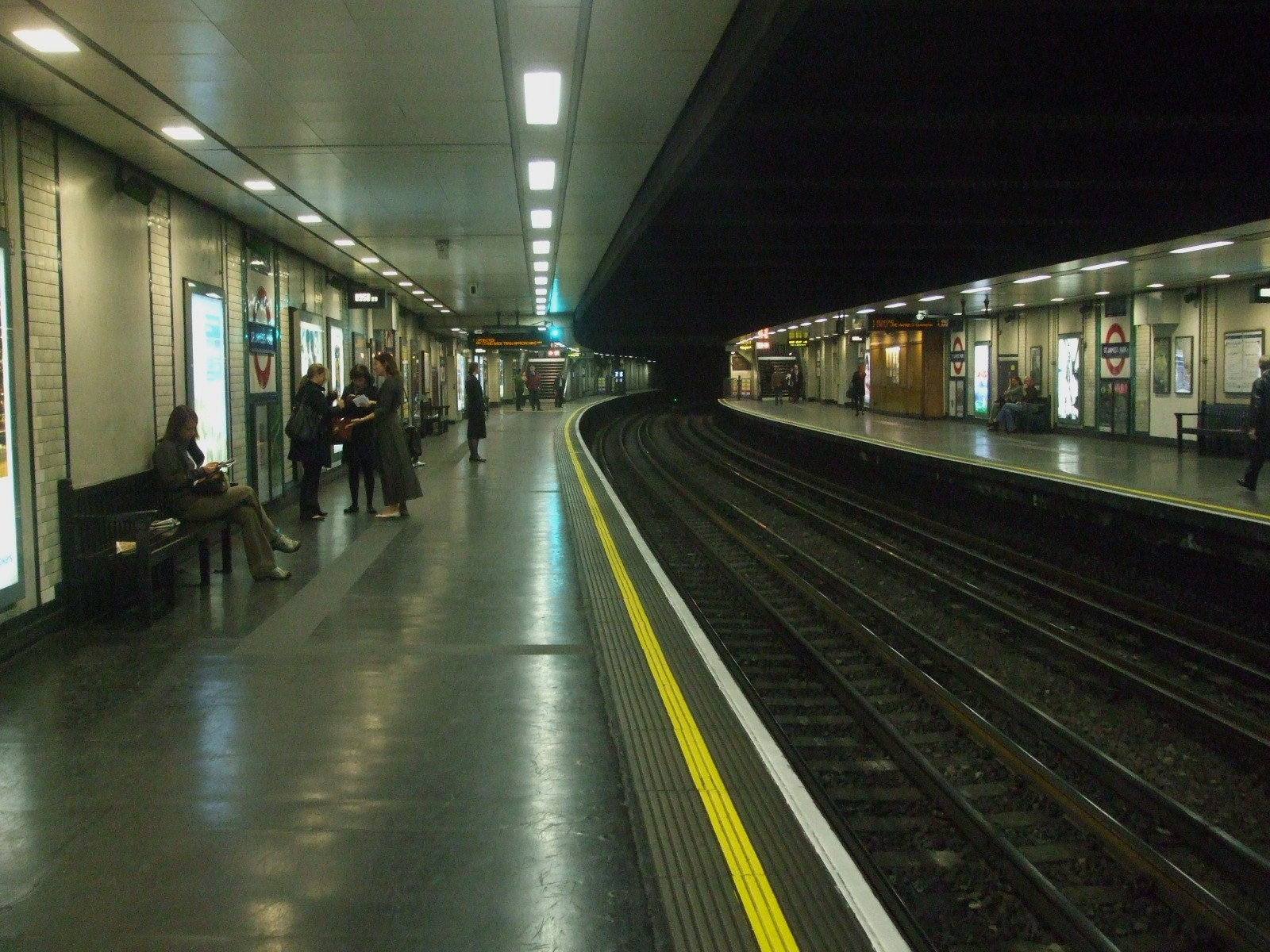
Платформа восточного направления
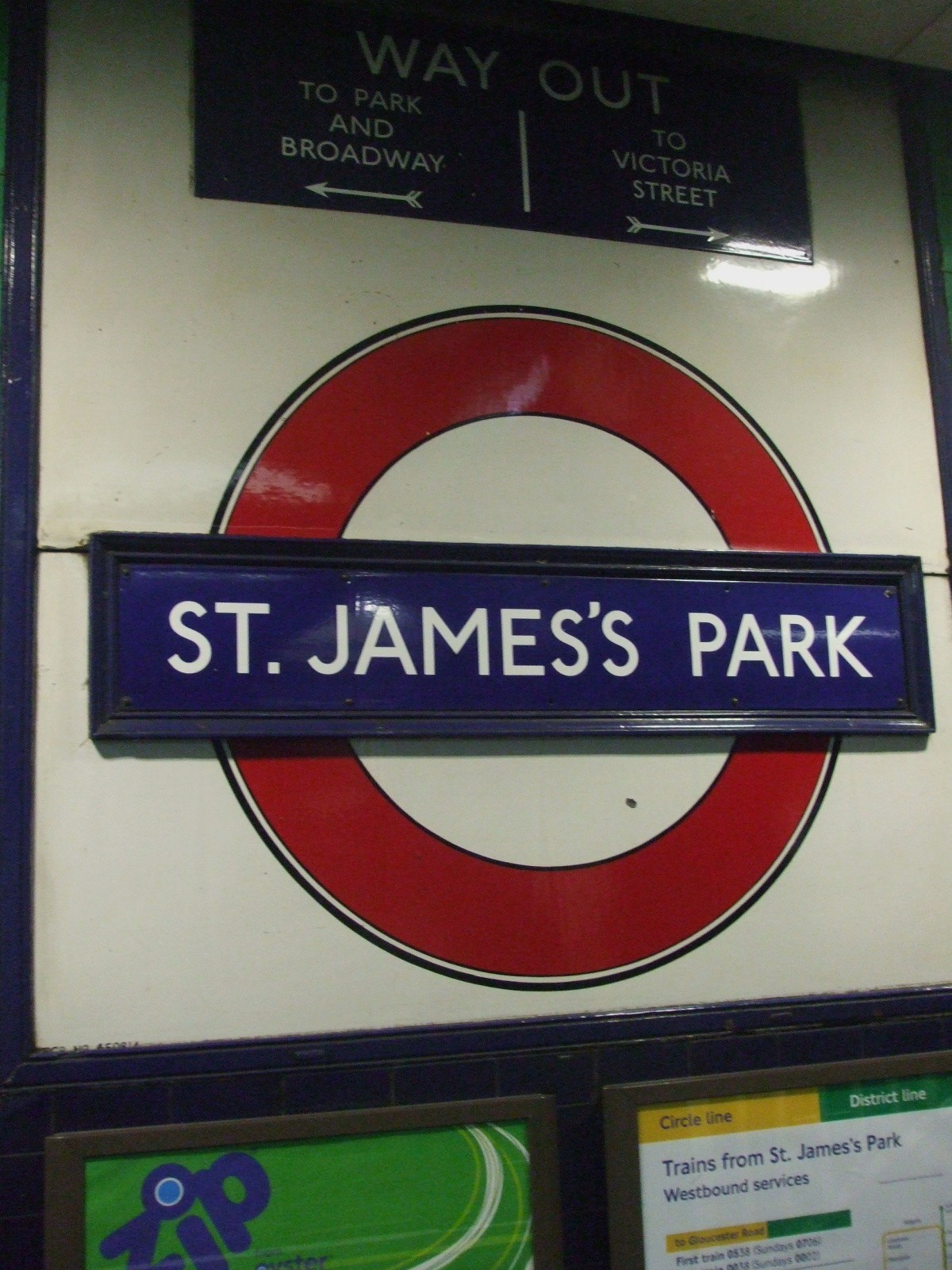
Рондель станции
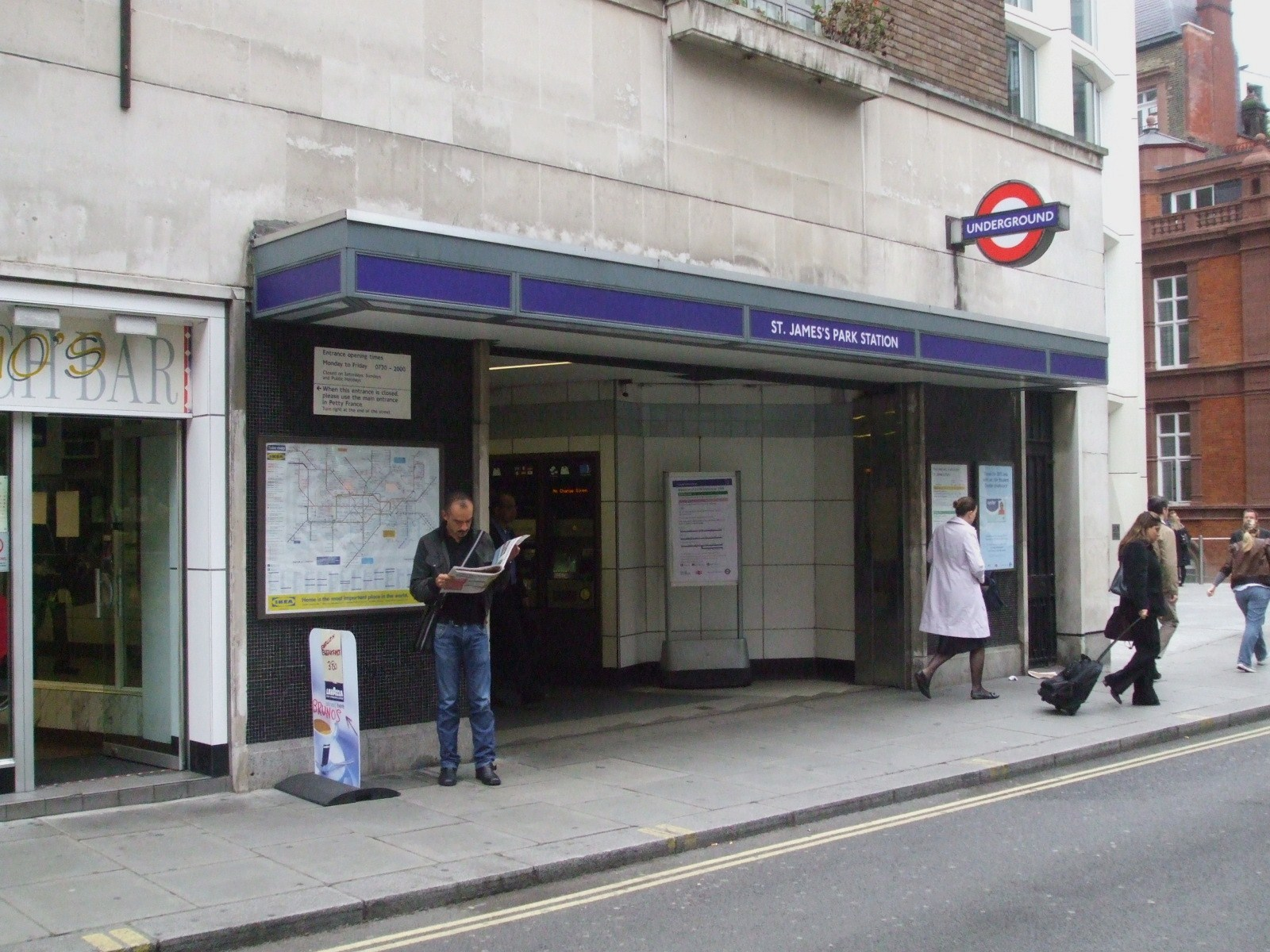
Выход со станции на Палмер Стрит